# رافائل سیلوا (جودوکار)
رافائل سیلوا (پرتغالی: Rafael Silva؛ زادهٔ ۱۱ مهٔ ۱۹۸۷) جودوکار اهل برزیل است.
وی در مسابقات کشوری و بین‌المللی در مجموع برندهٔ ۵ مدال طلا، ۵ مدال نقره، ۵ مدال برنز شده‌است.